# Спомен биста народном хероју Влади Обрадовићу-Каменом у Ашањи
Спомен биста народном хероју Влади Обрадовићу Каменом се налази у Ашањи и под заштитом је Завода за заштиту споменика културе Сремска Митровица. С обзиром да представља значајну историјску грађевину, проглашена је непокретним културним добром Републике Србије.

## Историја
Влада Обрадовић Камени (1912 — 2. јун 1944), учесник Народноослободилачке борбе и народни херој Југославије, је имао само годину дана када му је отац преминуо а са непуних једанаест се преселио са мајком у Ашању где је радио на имућним сеоским газдинствима. Од првих дана окупације се борио против окупаторско-квинслишке власти. Због једне неуспеле акције коју је самоинцијативно планирао фолксдојчери су га ухапсили, али је успео да побегне и да се врати у село где се крио неко време. Касније се повезао са Народноослободилачким покретом и 3. септембра 1941. је ступио у Посавски партизански одред и већ од првог дана је учествовао у акцијама. Крајем 1942. године са Посавским батљоном, који се укључио у састав Шесте пролетерске источнобосанске ударне бригаде, је прешао у источну Босну и постао члан Савеза комуниста Југославије. Касније је постао командир Друге војвођанске ударне бригаде и учествовао је у разним борбама међу којима су за ослобођење Сребренице, Власенице, Зворника, на Мајевици и Бричу. Више пута је био рањен и због тога пребачен у Срем на лечење и опоравак. На јесен 1943. је постао члан Месног Народноослободилачког одбора али је убрзо као командир прешао у Србију пратећи групу војно-политичких руководилаца које је Врховни штаб НОВ и ПОЈ упутио преко Срема у Србију. Када је у рејону Дучине погинуо командант батаљона Јован Вуксан Моша преузео је његову дужност. Овај батаљон се после месец дана борбе у Србији вратио у Срем у састав Првог сремског партизанског одреда да би јуна 1944. постао Шеста војвођанска ударна бригада. Погинуо је 2. јуна 1944. у борби са групом Немаца на Галовичком каналу, између Карловчића, Михаљеваца и Шимановаца. После његове погибије један батаљон Шесте војвођанске бригаде је носио његово име. Проглашен је за народног хероја 5. јула 1951. Његова спомен биста је у централни регистар уписана 27. децембра 1999. под бројем ЗМ 59, а у регистар Завода за заштиту споменика културе Сремска Митровица 6. децембра 1999. под бројем 18.